# Modlitwa w Ogrójcu (obraz Giovanniego Belliniego)
Modlitwa w Ogrójcu (wł. Orazione nell’orto) – obraz temperowy na desce weneckiego malarza Giovanniego Belliniego, powstały w latach ok. 1458–1460, znajdujący się w zbiorach Galerii Narodowej w Londynie.

## Historia
Niezwykłość twórczości Giovanniego Belliniego widoczna jest przede wszystkim w doborze barw i roli nadawanej przedstawionemu krajobrazowi i otoczeniu. Nie było to rzeczą tak powszechną w sztuce przed Bellinim. Artysta spędził całe życie w Wenecji, poza prawdopodobnym pobytem w Padwie. Być może posiadał willę poza miastem, to tłumaczyłoby zamiłowanie do przedstawiania podmiejskiego krajobrazu. Nie lubił podróżować i niechętnie malował rzeczy, których nigdy nie widział. Wiadomo, że kiedyś odmówił namalowania Jerozolimy, argumentując, że przecież nigdy jej nie widział. Przedstawiał na swych obrazach rodzinne strony.
Ważnymi kwestiami pozostają: okoliczności powstania obrazu i jego przeznaczenie. Obraz Belliniego wystawiany jest w Narodowej Galerii w Londynie od połowy XIX wieku. Był własnością dyrektora Joshuy Reynoldsa. Wcześniejsze losy dzieła pozostają kwestią otwartą.
Motyw Agonii Chrystusa był często przedstawiany na predellach ołtarzowych. Były to jednak obrazy niedużych rozmiarów. Londyńska Modlitwa w Ogrójcu nie mogła powstać z myślą o umieszczeniu jej w nastawie ołtarza. Obraz mógł być jednak zainspirowany tego typu malarstwem. Podobny rodowód mogła mieć Modlitwa w Ogrójcu Andrei Mantegni, autorstwa szwagra malarza, powstała w mniej więcej tym samym okresie. W późnych latach pięćdziesiątych XV wieku, Mantegna pracował nad Poliptykiem San Zeno, w którego predelli przedstawiona została scena Agonii Chrystusa. Historycy sztuki dopatrują się cech wspólnych między londyńską Modlitwą w Ogrójcu Belliniego i sceną z predelli z Tours.
Dobrymi kompendiami dotyczącymi zapożyczeń i próbnych rysunków, z których mógł czerpać Giovanni Bellini, są „szkicowniki” autorstwa ojca malarza Jacopo Belliniego oraz zatrudnionych w jego warsztacie (wł. bottega) malarzy. Giovanni zapewne miał do nich dostęp. Jeden ze szkicowników znajduje się w Muzeum Brytyjskim w Londynie, drugi w Luwrze. Z zawartego w nich materiału wynika, że Jacopo Bellini był zainteresowany tematem Agonii Chrystusa. Zastanawiał się, jak umieścić osobę Zbawiciela w scenerii. Jacopo nie pozostawił jednak rysunków nieba ani prób wyrażenia przeżycia za pomocą otaczającej podmiot natury. Nie zachowały się też żadne sugestie dotyczące religijnego aspektu przedstawienia sceny, jej duchowego znaczenia. A to są właściwie trzy rzeczy, które czynią londyńską Modlitwę w Ogrójcu Belliniego obrazem tak wybitnym.
Nic nie wyklucza dewocyjnego przeznaczenia dzieła. Nie powstało jednak dla żadnej świątyni, nie mogło być pomyślane jako predella. Zdaniem historyk sztuki Caroline Campbell, powstało dla osoby, która chciała przy nim medytować, modlić się, ale również zaspokoić swoje zapotrzebowanie na piękno, potrafiła docenić artystyczne zdolności autora. Zamawiający wierzył, że artysta jest w stanie uczynić wydarzenie obecnym dla niego tu i teraz, na wyciągnięcie ręki, najwierniej, jak to tylko w sztuce jest możliwe. Belliniemu udało się przywołać przeszłość, umieścić ją w teraźniejszości, by wpłynęła na przyszłość.

## Opis obrazu
Giovanni Bellini połączył krajobraz, wydarzenie i emocje z nim związane w utwór bardzo wizualny, osobisty, a jednocześnie przemawiający w sposób odmienny za każdym razem, gdy się na niego patrzy. Londyńska Modlitwa w Ogrójcu Belliniego to skrót perspektywiczny.
Artysta przedstawił nowotestamentalną scenę agonii Jezusa w Ogrodzie Oliwnym. Opis wydarzenia znajduje się u wszystkich trzech ewangelistów synoptycznych. Po Ostatniej Wieczerzy, spożytej z dwunastoma Apostołami w Wieczerniku, Chrystus udał się na drugą stronę potoku Cedron, by modlić się u stóp Góry Oliwnej, w miejscu zwanym Getsemani, które doskonale znał również Judasz Iskariota. Zostawiając większą część uczniów w pobliskiej grocie, zabrał ze sobą tylko Piotra, Jakuba i Jana. Następnie oddalił się, jak podaje ewangelista Łukasz: „na odległość jakby rzutu kamieniem”. Pozostając na uboczu, Jezus modlił się i przeżywał trwogę, przeczuwając zbliżające się pojmanie i zapowiedzianą przez siebie kilkakrotnie mękę. Zaraz ma nastąpić pojmanie. Wybrani uczniowie okazują się być słabymi, zamiast czuwać, jak o to prosił Jezus, posnęli.
Judasz, który za trzydzieści srebrników obiecał Rzymianom wydać swego mistrza, zbliża się z kohortą. Artysta ukazał tę grupę w sposób wyraźny. Zdrajca idzie jako pierwszy, prowadząc żołnierzy.
Chrystus klęczy w modlitwie ze złożonymi dłońmi. Skała służy mu za naturalny klęcznik. Bellini doskonale wplótł element naturalny w tło wydarzenia. Uczniowie śpią: Piotr z otwartymi ustami, zdaje się chrapać. Artysta starał się ukazać uczniów w sposób godny, nawet jeżeli robią rzecz wstydliwą, zdradzają przecież swą słabość. Postawa uczniów i sposób jej ukazania kontrastują z tym, co przeżywa Jezus. Modlący się jest zanurzony w innej rzeczywistości, którą malarz ukazał w postaci zjawiającego się anioła z kielichem. Anioł ten jest jakby normalną częścią nieboskłonu, a jednocześnie wiemy, że to Chrystusowa wizja. Bellini połączył te dwa elementy w sposób niezwykle naturalny. Anioł staje się częścią ziemskiej rzeczywistości.
Malarz przedstawił światło łamiące się na fałdach szaty Chrystusa. Cały obraz jest jakby zalany delikatnym blaskiem. Trudno jest rozróżnić na obrazach świt od zmierzchu. Widząc obraz Belliniego, nie mamy wątpliwości, chodzi o zmierzch. Różowawa poświata wypełnia przestrzenie. Na szacie Jezusa światło odbija się w jakiś inny sposób, stając się światłem nadprzyrodzonym. Nie jest to już zwykłe odbicie, jest to blask samoistny.
Na obrazie Belliniego nie znajdziemy Jerozolimy. Artysta ukazał jakby trzy nieduże miejscowości. W jednej z nich przedstawiony został kościół, którego wieża jakby wskazywała na anioła pocieszenia. Każdy element został dokładnie przemyślany i skrywa przesłanie.
Londyńska Modlitwa w Ogrójcu Belliniego ma rozmiary: 80,4 × 127 cm. Wykonana została w technice tempery jajecznej na drewnie. Galeria Narodowa w Londynie posiada obraz od 1863 roku (muzealny nr inw. NG726).